# Richard Buck
Richard Buck (ur. 14 listopada 1986) – brytyjski lekkoatleta, specjalizujący się w biegu na 400 metrów.

## Najważniejsze osiągnięcia
| Rok  | Rodzaj zawodów              | Miasto   | Konkurencja        | Miejsce | Wynik   |
| ---- | --------------------------- | -------- | ------------------ | ------- | ------- |
| 2005 | Mistrzostwa Europy juniorów | Kowno    | sztafeta 4 x 400 m | 1.      | 3:06,67 |
| 2009 | Halowe mistrzostwa Europy   | Turyn    | bieg na 400 m      | 5.      | 46,93   |
| 2009 | Halowe mistrzostwa Europy   | Turyn    | sztafeta 4 x 400 m | 2.      | 3:07,04 |
| 2010 | Halowe mistrzostwa świata   | Doha     | sztafeta 4 x 400 m | 3.      | 3:07,52 |
| 2011 | Halowe mistrzostwa Europy   | Paryż    | bieg na 400 m      | 3.      | 46,62   |
| 2011 | Halowe mistrzostwa Europy   | Paryż    | sztafeta 4 x 400 m | 2.      | 3:06,46 |
| 2012 | Mistrzostwa Europy          | Helsinki | bieg na 400 m      | 5.      | 45,92   |
| 2012 | Mistrzostwa Europy          | Helsinki | sztafeta 4 x 400 m | 2.      | 3:01,56 |
| 2013 | Halowe mistrzostwa Europy   | Göteborg | sztafeta 4 × 400 m | 1.      | 3:05,78 |

Medalista mistrzostw Wielkiej Brytanii.

## Rekordy życiowe
- Bieg na 400 metrów (stadion) – 45,61 (2012)
- Bieg na 400 metrów (hala) – 45,88 (2012)